# Losse flodders
Losse flodders is het 144ste stripverhaal van De Kiekeboes. Dit album voor de reeks van Merho werd door striptekenaar Kristof Fagard getekend en klassiek geïnkt. Het album verscheen op 2 december 2015.

## Ontstaan
Vroeger had ik altijd papiertjes op zak om plotse invallen en grappige namen te noteren. Ik schreef het onderweg meteen op, want ik vergat het nog voor ik thuis was. Tegenwoordig sla ik ze op in mijn smartphone: mijn losse flodders. Elke maand bekijk ik de oogst. Ik sorteer het per thema en als het past, wordt het verwerkt in een album. Sommige blijven liggen. Hieruit ontstond het idee om, samen met wat bijdragen van collega's, de losse flodders te bundelen in dit album.
— Merho

## Verhaal
Het album bevat geen verhaal, maar bestaat letterlijk uit allemaal losse flodders,  afzonderlijke gags van één pagina.

## Trivia
- Het was de tweede maal dat er een album werd uitgegeven met gags. Dit gebeurde al eerder in Kiekeboeket.
- Libbie d'Eau is een verwijzing naar libido.
- Daisy Qual is een verwijzing naar het Spaanse kledingmerk Desigual.
- Het restaurant waar nonkel Vital voor werkt als levend reclamebord heet Burger Queen, een overduidelijke verwijzing naar Burger King.